# Janaba
Janaba (o al-Janaba) són una de les tribus més importants d'Oman junt amb els Duru i el Al Wahiba. Estan dividits en diverses fraccions les principals de les quals són: Madjaila (singular Madjali), Fawaris, Al Dubayyan i Al Abu Ghalib, sent la primera superior a les altres. El xeic pertany a la dinastia Murrita descendents d'al-Murr ibn Mansur. Estan dividits en dos grups, occidental i orientals. Els occidentals tenen drets sobre l'illa de Masirah.